# Manatí del Carib
El manatí del Carib (Trichechus manatus) és una espècie de manatí i el representant vivent més gros de l'ordre de mamífers aquàtics dels sirenis (que també inclou, entre d'altres, el dugong i l'extinta vaca marina de Steller). Comparteix el gènere Trichechus amb el manatí africà (T. senegalensis) i el manatí amazònic (T. inunguis). Basant-se en estudis genètics i morfològics, es divideix en dues subespècies: el manatí de Florida (T. m. latirostris) i el manatí de les Antilles (T. m. manatus).
No obstant això, la investigació genètica recent a partir d'ADN mitocondrial suggereix que el manatí es distribueix geogràficament a: Florida i Grans Antilles, Mèxic, Mesoamèrica, l'extrem septentrional de Sud-amèrica i el nord-est de Sud-amèrica.
Tant el manatí de Florida com el manatí de les Antilles estan en perill d'extinció i han estat de gran interès per a la conservació a nivell federal, estatal, privat i d'organitzacions no lucratives per protegir aquestes espècies de les amenaces naturals i provocades per l'ésser humà.

## Descripció
Com la resta de l'ordre sirenis, el manatí del Carib s'ha adaptat totalment a un estil de vida aquàtica en no tenir extremitats posteriors. La coberta de pelatge es distribueix escassament al llarg del cos, el que pot tenir un paper en la reducció de l'acumulació d'algues a la seva pell gruixuda. La llargada mitjana del cos és d'aproximadament 3 metres, però alguns individus poden arribar a una longitud de 4,5 metres incloent la cua. Solen pesar 200-600 quilograms, sent les femelles generalment més grans que els mascles. La diferència entre les dues subespècies de manatí caribeny és que el manatí de Florida comunament es considera més gran en mida en comparació amb el manatí antillà. L'espècimen més gran reportat fins ara pesava 1.655 kg i feia 4,6 m de llargada. El color d'aquest manatí és gris o marró. Les seves aletes també tenen tres o quatre ungles, cosa que li permet subjectar el menjar.

## Hàbitat i distribució
Habita la regió de les Antilles o mar del Carib, generalment en les zones costaneres amb aigües poc profundes. Toleren grans canvis de salinitat a l'aigua, pel que es poden trobar de la mateixa manera a rius i estuaris de zones baixes. Es limita a les zones tropicals i subtropicals perquè tenen una taxa metabòlica molt baixa i els manca una gruixuda capa de greix aïllant.
La subespècie Trichechus manatus latirostris, o manatí de Florida, habita en el límit més septentrional de l'àrea de distribució dels sirenis i viu en rius i estuaris, i en les aigües costaneres del golf de Mèxic i de l'oceà Atlàntic.

## Comportament
Són sorprenentment àgils a l'aigua. No són territorials i no tenen un comportament complex per evitar els depredadors, ja que van evolucionar en zones on no hi havia depredadors naturals. És molt sensible al fred, i les baixes temperatures resulten en una taxa de mortalitat per xoc tèrmic. Durant la temporada freda molts moren perquè el seu tracte digestiu es tanca quan la temperatura de l'aigua descendeix per sota dels 20 graus Celsius.

### Alimentació
Tenen un estil molt oportunista d'alimentar-se; els adults consumeixen diàriament una quantitat de plantes aquàtiques equivalent al 10-15% del pes corporal. S'alimenten de 60 espècies de plantes marines, ocasionalment també peixos i petits invertebrats. Donat que els manatís s'alimenten de plantes abrasives, els seus molars es desgasten ràpidament i són constantment reemplaçats al llarg de la seva vida.

### Reproducció
Tot i que les femelles són majoritàriament criatures solitàries, formen ramats d'aparellament mentre estan en el cicle estral. La majoria de les femelles tenen les primeres criatures entre els set i nou anys; no obstant, ja són capaces de reproduir-se amb quatre anys. La majoria dels mascles aconsegueixen la maduresa sexual en el moment en què tenen tres o quatre anys. El període de gestació és de 12 a 14 mesos. Normalment per part neix una cria, encara que en rares ocasions se n'han registrat dues. Les cries neixen amb molars, el que els permet consumir algues marines en les primeres tres setmanes del naixement. De mitjana, els manatís que sobreviuen fins a l'edat adulta tindran entre cinc i set cries entre les edats de 20 i 26 anys. Els vedells al néixer solen pesar entre 27 i 32 kg i mesurar entre 1,2 i 1,4 m de longitud. La unitat familiar es compon de la mare i la seva cria, que romanen junts durant un màxim de dos anys. Els mascles agreguen en els ramats d'aparellament al voltant de les femelles quan es troba preparada per aparellar-se, però no contribueixen en la cria del nouvingut.

## Taxonomia
Amb base en estudis genètics i morfològics, es distingeixen dues subespècies:
- Trichechus manatus latirostris (manatí de Florida). Habita les costes de Florida i en el nord del Golf de Mèxic.
- Trichechus manatus manatus (manatí del Carib o antillà). Es distribueix per les costes i rius de Mèxic fins al nord-oest de Sud-amèrica inclòs el mar Carib.

Es creu que la diferenciació del Trichechus manatus manatus i Trichechus manatus latirostris va ser el resultat de barreres físiques com són l'estret de Florida i les temperatures fredes del nord del golf de Mèxic. Possiblement la profunditat de l'aigua i les fortes corrents de l'estret de Florida formen barreres efectives que impedeixen l'intercanvi genètic entre les poblacions del manatí de Florida i el del Carib. Aquestes subespècies van ser identificades amb base a les característiques osteològiques.

## Relació amb l'ésser humà i amenaces
El manatí ha estat caçat durant centenars d'anys per la seva carn i pell. La caça il·legal, així com les col·lisions amb les embarcacions, són una font constant de fatalitats en el manatí. A més, situacions estressants ambientals com ara la marea roja i les aigües fredes causen diversos problemes de salut als manatís, com ara la immunosupressió, la malaltia, i fins i tot la mort.
A l'octubre de 2007 el manatí de Florida (T. m. latirostris) va ser considerat amenaçat per la UICN sobre la base d'una població de menys de 2500 individus adults i amb una prognosi d'una reducció de la població d'almenys 20% en les pròximes dues generacions (uns 40 anys).